# Brixton (metrostation)
Brixton is een station van de metro van Londen aan de Victoria Line dat is geopend op 23 juli 1971.

## Geschiedenis
De eerste plannen om Brixton aan te sluiten op de metro dateren van 1897 toen de City and Brixton Railway tevergeefs probeerde om de bekostiging rond te krijgen. De reizigers naar de stad moesten daarom gebruik blijven maken van het spoorwegstation uit 1862 langs de spoorlijn Victoria – Dover. In 1946 werden naar aanleiding van een onderzoek naar het OV in Londen meerdere nieuwe tunnels in Zuid-Londen voorgesteld. Tunnelnummer 8 zou van Finsbury Park in het noorden via Victoria, Stockwell, Brixton en Streatham naar Croydon lopen. In 1955 werd een uitgewerkt plan bij het parlement ingediend en in januari 1960 begon de aanleg met twee proeftunnels onder Seven Sisters Street. De toestemming voor het deel tussen Victoria en Brixton kwam in maart 1966, de aanbesteding volgde op 4 augustus 1967. Bijna vier jaar later werd de lijn naar Brixton door prinses Alexandra geopend. 

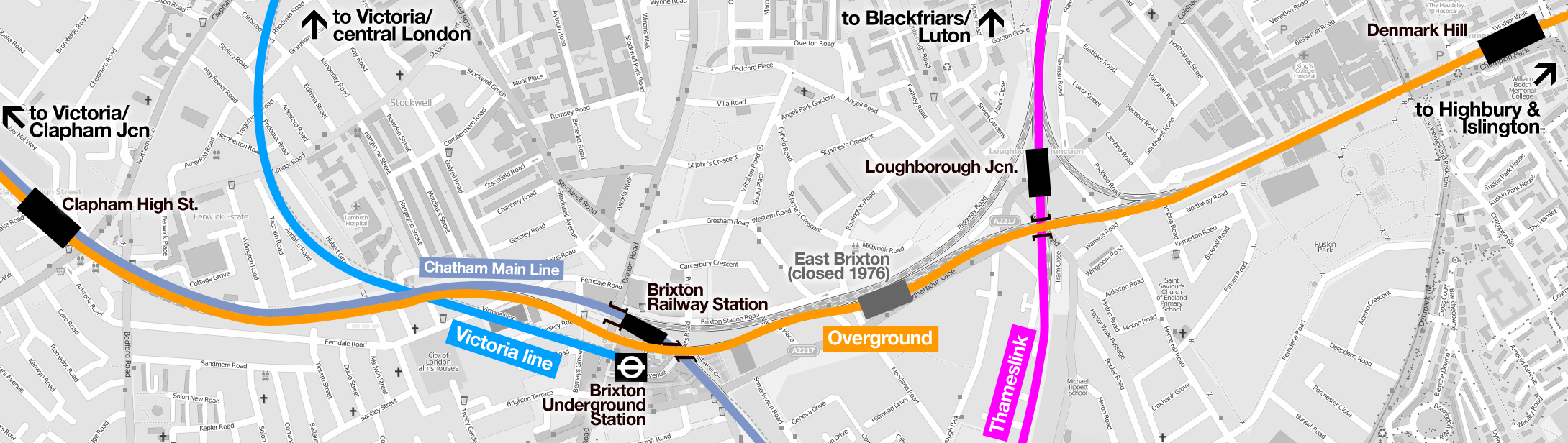
Spoor- en metrolijnen in Brixton

## Ligging en inrichting
Het station ligt aan Brixton Road ongeveer 100 m ten zuiden van Station Brixton aan de lijn London Victoria – Orpington (Chatham Mainline) van South Eastern. De South London Line van de overground loopt met een viaduct boven het spoorwegstation maar heeft hier geen perrons en dus ook geen aansluiting op trein en metro. De ingang aan Brixton Road is makkelijk te vinden door de glazen wand met het grootste logo van de Londense metro van Londen boven de ingang. Tussen de straat en de verdeelhal op niveau -1 zijn vaste trappen en liften beschikbaar voor de reizigers. Achter de toegangspoortjes verbinden drie roltrappen de verdeelhal met de perrons op 17 meter onder de grond, daarnaast is er een lift zodat het hele station rolstoeltoegankelijk is. Ten westen van Briton Road ligt ondergronds een kruiswissel zodat beide sporen gebruikt kunnen worden voor aankomst en vertrek. Hoewel Brixton het eindpunt is lopen de tunnels ten oosten van de perrons door onder de Chatham Mainline tot de Somerleyton Passage. In 2001 begon Chetwoods in opdracht van London Underground aan groot onderhoud van het station wat in 2010 gereed was. Hierbij werden de buitengevel vernieuwd en de loketten opgeknapt. Tijdens de werkzaamheden werd veel praktijkervaring opgedaan ten aanzien van ontwerp en technische zaken voor ondergrondse voorzieningen, wat projecten van andere klanten, zoaqls Network rail, ten goede kwam. Rond de roltrappen werden de panelen en de verlichting vernieuwd. In 2006 werd het station korte tijd gesloten om het asbest te verwijderen. 

## Reizigersverkeer
Met 33,46 miljoen in- en uitstappers in 2016 is het een voor een buitenwijk druk station en staat het op de 19e plaats van de Londense metrstations. De metrodienst begint dagelijke om 5.55 uur en loopt tot 00.18 uur. Afhankelijk van de drukte rijdt er iedere 3 tot 5 minuten een metro.